# Сероцьке
Сероцьке (пол. Sierockie) — село в Польщі, у гміні Білий Дунаєць Татранського повіту Малопольського воєводства.
Населення — 670 осіб (2011).
У 1975-1998 роках село належало до Новосондецького воєводства.

## Демографія
Демографічна структура станом на 31 березня 2011 року:
|          | Загалом | Допрацездатний вік | Працездатний вік | Постпрацездатний вік |
| -------- | ------- | ------------------ | ---------------- | -------------------- |
| Чоловіки | 329     | 82                 | 212              | 35                   |
| Жінки    | 341     | 84                 | 198              | 59                   |
| Разом    | 670     | 166                | 410              | 94                   |